# Samo jedna Crkva
Samo jedna Crkva (tal. Una sola Chiesa) knjiga je pape Franje i pape u miru Benedikta XVI. objavljena 2020. godine. Donosi izbor iz njihovih kateheza. Hrvatsko izdanje objavljeno je 2021. godine.

## Sadržaj
Knjga prikazuje kontinuitet učiteljstva dvojice papa, te posebnosti pastoralnog stila svakog od njih. Podijeljena je na pet tematskih poglavlja: Crkva, Obitelj (tekstovi iz dvaju ciklusa kateheza pape Franje), Molitva (tekstovi iz ciklusa kateheza Benedikta XVI.), Vjera (tekstovi iz ciklusa kateheza koje su održala obojica papa krajem 2013. godine) i Istina i pravednost, milosrđe i ljubav (izbor tekstova iz različitih ciklusa kateheza).